# Papaver triniifolium
Papaver triniifolium är en vallmoväxtart som beskrevs av Pierre Edmond Boissier. Papaver triniifolium ingår i släktet vallmor, och familjen vallmoväxter. Inga underarter finns listade i Catalogue of Life.